# 611 г. пр.н.е.

## Събития

### В Азия

#### Във Вавилония
- Набополaсар (626 – 605 г. пр.н.е.) е цар на Вавилония.[1]
- Царят, който е установил вече контрол над цяла Вавилония и ядрото на Асирия продължава борбата с остатъците от асирийската съпротива. През тази година той извършва походи из цяла Асирия достигайки все по на запад.[2]

#### В Сирия
- От град Харан Ашурубалит II (612 – 609 г. пр.н.е.) управлява остатъците от асирийското царство.[2]

#### В Мидия
- Киаксар (625 – 585 г. пр.н.е.) е цар на Мидия.[3]

### В Африка

#### В Египет
- Псаметих (664 – 610 г. пр.н.е.) е фараон на Египет.[4][5]